# Ubrique
Ubrique és una localitat de la província de Cadis, Andalusia, Espanya. És el més gran i el ric dels anomenats Pobles Blancs. És travessat pel riu Ubrique